# Suat Usta
Suat Usta (Maastricht, 3 augustus 1981) is een Turks, Nederlandse voetballer die als verdediger speelt. Suat Usta is de broer van Fuat Usta.

## Carrière
| Seizoen | Club            | Wedstrijden | Doelpunten | Competitie     |
| ------- | --------------- | ----------- | ---------- | -------------- |
| 2000/01 | Eindhoven       | 21          | 1          | Eerste Divisie |
| 2001/02 | MVV             | 10          | 1          | Eerste Divisie |
| 2003/04 | Galatasaray     | 16          | 1          | Süper Lig      |
| 2004/05 | Konyaspor       | 10          | 0          | Süper Lig      |
| 2005/06 | Antalyaspor     | 15          | 2          | Süper Lig      |
| 2006/07 | Sakaryaspor     | 22          | 0          | Süper Lig      |
| 2007/08 | Çaykur Rizespor | 22          | 0          | TFF 1. Lig     |
| 2008/10 | Neftçi Bakoe    | 29          | 6          | Premyer Liqası |
| 2010/11 | Diyarbakırspor  | 6           | 0          | TFF 1. Lig     |
| 2011/12 | Fortuna Sittard | 15          | 0          | Eerste Divisie |
| Totaal  |                 | 166         | 11         |                |